# Diadema (São Paulo)
Diadema és una ciutat de l'Estat de São Paulo, Brasil a 17 km de la capital estatal (des de Praça da Sé). La ciutat té una àrea de 30.65 km² (11.83 milles quadrades) i una població de 357.064, i l'empresa de transport urbà és Empresa Metropolitana de Transportes Urbanos de São Paulo.
Des del principi d'ocupació de Diadema tenia un factor fonamental: la seva localització geogràfica entre la costa - Vila de São Vicente - i l'altiplà brasiler - Vila de São Paulo de Piratininga (primer nom de la ciutat de São Paulo). Era l'existència d'una carretera que connectava entre São Bernardo do Campo i Santo Amaro que proporcionava camins perquè els primers habitants arribessin als barris a principis del segle XXIII. Les avingudes que es coneixen ara com Antonio Piranga i Piraporinha tenen el seu origen d'aquestes primeres carreteres.
Fins als anys 1940, Diadema era constituït per quatre barris que pertanyien a São Bernardo do Campo: Piraporinha, Eldorado, e Taboão Vila Conceição. Dispersat, només estaven connectats a través de carreteres de passatge difícil i cada barri tenia la seva pròpia vida. Piraporinha prop de São Bernardo; Taboão, també connectat a São Bernardo do Campo a causa de la proximitat i a São Paulo a través d'Avinguda Água Funda. Eldorado, un barri que tenia característiques úniques, a causa de la Presa Billings, tenia una proximitat més gran a São Paulo, a la regió Santo Amaro i finalment Vila Conceição formava al costat de les granges que una vegada pertanyien a la Companyia Vila Conceição.

## Persones destacades
- Washington Luís da Silva, boxejador brasiler